# Blera himalaya
Blera himalaya är en tvåvingeart som beskrevs av Thompson 2000. Blera himalaya ingår i släktet stubblomflugor, och familjen blomflugor. Inga underarter finns listade i Catalogue of Life.